# Przymus (brydż)
Przymus – rodzaj rozgrywki brydżowej, polega na doprowadzeniu przez rozgrywającego do sytuacji, w której przynajmniej jeden z obrońców, posiadający zatrzymania w co najmniej dwóch kolorach, jest zmuszony do pozbycia się jednego z nich, a rozgrywający może wykorzystać wyrobioną w ten sposób dodatkową lewę lub lewy.
Do opisania sytuacji przymusowych używane jest  specjalistyczne słownictwo:  
- Karty które mogą zostać lewami po wyrzuceniu przez przynajmniej jednego z obrońców wyższej karty (lub kart) w tym kolorze nazywamy groźbami[2].
- Karty trzymane przez obrońców które muszą być odrzucone zanim zostanie wyrobiona groźba (lub groźby) to zatrzymania[2].

Aby sytuacja przymusowa mogła zaistnieć, spełnione muszą zostać następujące warunki:
- Rozgrywający musi posiadać groźby w przynajmniej dwóch kolorach.
- Przynajmniej jeden z obrońców musi posiadać zatrzymania w przynajmniej dwóch kolorach w których rozgrywający ma groźby.
- Przynajmniej jedna z gróźb musi być położona za zatrzymaniem.
- Rozgrywającemu oddaje tylko jedną lewę, co w większości przypadków oznacza, że ma o jedną lewę mniej niż kart w ręce. Jeżeli tak nie jest, musi on oddać wcześniej wystarczającą liczbę lew obrońcom (tzw. redukcja lew)[3]. Warunek ten nie musi być spełniony w pewnych sytuacjach przymusowych takich jak przymus kaskadowy, przymus bezredukcyjny lub przymus wpustkowy.

## Przykłady przymusów

### Przymus pojedynczy
Poniżej przedstawiona jest prosta sytuacja przymusowa z rozgrywającym na pozycji S (kontrakt bezatutowy):
|   |     | ♠     | A W   |   |            |
| ♥ | K   |       |       |   |            |
| ♦ | –   |       |       |   |            |
| ♣ | –   |       |       |   |            |
| ♠ | K D | NW ES | NW ES | ♠ | nieistotne |
| ♥ | A   | NW ES | NW ES | ♥ | nieistotne |
| ♦ | –   | NW ES | NW ES | ♦ | nieistotne |
| ♣ | –   | NW ES | NW ES | ♣ | nieistotne |
|   |     | ♠     | 4     |   |            |
| ♥ | 6   |       |       |   |            |
| ♦ | –   |       |       |   |            |
| ♣ | A   |       |       |   |            |

Po zagraniu przez rozgrywającego asa trefl, obrońca siedzący na pozycji W musi albo zrzucić asa kier wyrabiając w ten sposób leżącego w dziadku króla, albo figurę pik pozwalając na wyrobienie waleta w tym kolorze.

Konieczność redukcji lewy ilustruje poniższy przykład, bardzo podobny po pierwszego:
|   |     | ♠     | A W   |   |     |
| ♥ | K   |       |       |   |     |
| ♦ | 2   |       |       |   |     |
| ♣ | –   |       |       |   |     |
| ♠ | K D | NW ES | NW ES | ♠ | 3 2 |
| ♥ | A   | NW ES | NW ES | ♥ | 2   |
| ♦ | 7   | NW ES | NW ES | ♦ | D   |
| ♣ | –   | NW ES | NW ES | ♣ | –   |
|   |     | ♠     | 4     |   |     |
| ♥ | 6   |       |       |   |     |
| ♦ | 3   |       |       |   |     |
| ♣ | A   |       |       |   |     |

Po zagraniu asa trefl obrońca W nie jest  w sytuacji przymusowej, bo może wyrzucić siódemkę karo. Jeżeli jednak we wcześniejszej fazie rozgrywki rozgrywający oddałby przygrywającą lewę karową obrońcom, zaistniałaby sytuacja identyczna do tej z pierwszego przykładu.

### Przymus atutowy złożony przeciwko ochronie
Pozycja przymusowa łącząca elementy przymusów atutowego, złożonego i przeciwko ochronie. 
|   |       | ♠     | A J 10 |   |       |
| ♥ | A 7   |       |        |   |       |
| ♦ | A 4   |       |        |   |       |
| ♣ | –     |       |        |   |       |
| ♠ | K 6   | NW ES | NW ES  | ♠ | D 7 5 |
| ♥ | K 5   | NW ES | NW ES  | ♥ | D 4   |
| ♦ | K 6   | NW ES | NW ES  | ♦ | D 3   |
| ♣ | 8     | NW ES | NW ES  | ♣ |       |
|   |       | ♠     | –      |   |       |
| ♥ | 6 2   |       |        |   |       |
| ♦ | 8 7   |       |        |   |       |
| ♣ | A K D |       |        |   |       |

Atutami są trefle i rozgrywający gra z ręki asa trefl zrzucając ze stołu blotkę w czerwonym kolorze.  Gracz E staje w pierwszym przymusie.  Zrzucenie przez niego pika pozwala rozgrywającego na przejście czerwonym asem do dziadka i wyrobienie pika przebitką w ręce (przymus atutowy), E zmuszony jest więc do odrzucenia czerwonej karty.
S gra z ręki następnego trefla i w przymusie staje gracz W, nie może on wyrzucić pika (przymus przeciwko ochronie), bo rozgrywający przejdzie do dziadka, zgra asa pik i zagra na ekspas w tym kolorze, musi więc zrzucić kartę w czerwonym kolorze (innym od tego, jaki odrzucił jego partner o lewę wcześniej).  Rozgrywający pozbywa się drugiej czerwonej blotki z dziadka, a W odrzuca drugą kartę w kolorze pierwszej zrzutki.

|   |     | ♠     | A J 10 |   |       |
| ♥ | A   |       |        |   |       |
| ♦ | A   |       |        |   |       |
| ♣ | –   |       |        |   |       |
| ♠ | K 6 | NW ES | NW ES  | ♠ | D 7 5 |
| ♥ | K   | NW ES | NW ES  | ♥ | D 4   |
| ♦ | K 6 | NW ES | NW ES  | ♦ |       |
| ♣ |     | NW ES | NW ES  | ♣ |       |
|   |     | ♠     | –      |   |       |
| ♥ | 6 2 |       |        |   |       |
| ♦ | 8 7 |       |        |   |       |
| ♣ | D   |       |        |   |       |

Zakładając, że E wyrzucił z ręki dwa kara, powstaje sytuacja jak na diagramie po lewej stronie.  Rozgrywający gra teraz kartę do asa w kolorze, z którego E się odrzucił (w tym przypadku są to kara) i E ponownie staje w przymusie – jeżeli dorzuci piki, to umożliwi rozgrywającemu wyrobienie pików przebitką, a jeżeli odrzuci kiera to rozgrywający, zagra asa kier wyrabiając w tym kolorze blotkę w ręce do której może wejść przebitką pik.